# 新加坡双年展

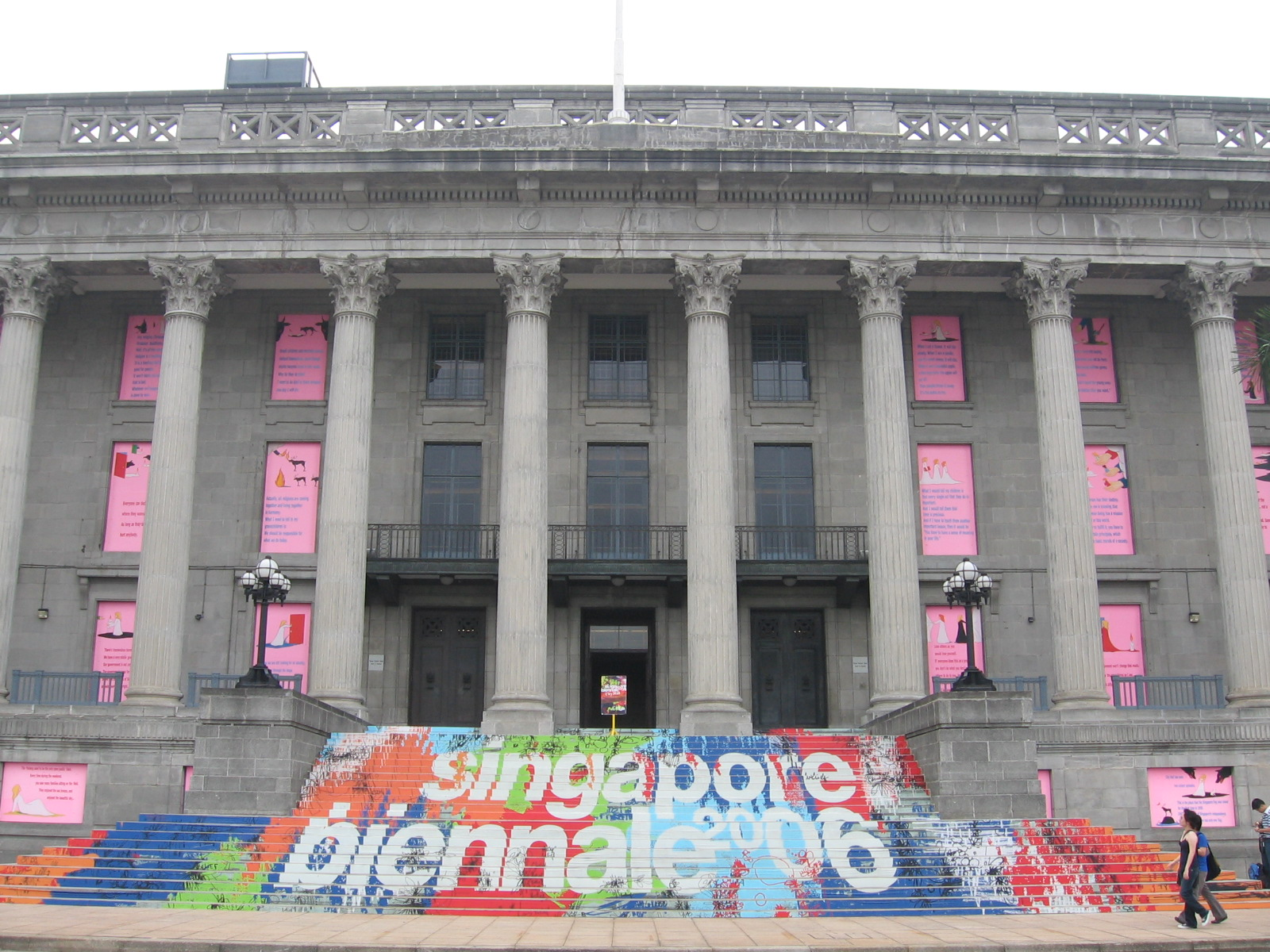
政府大厦 (新加坡)新加坡双年展

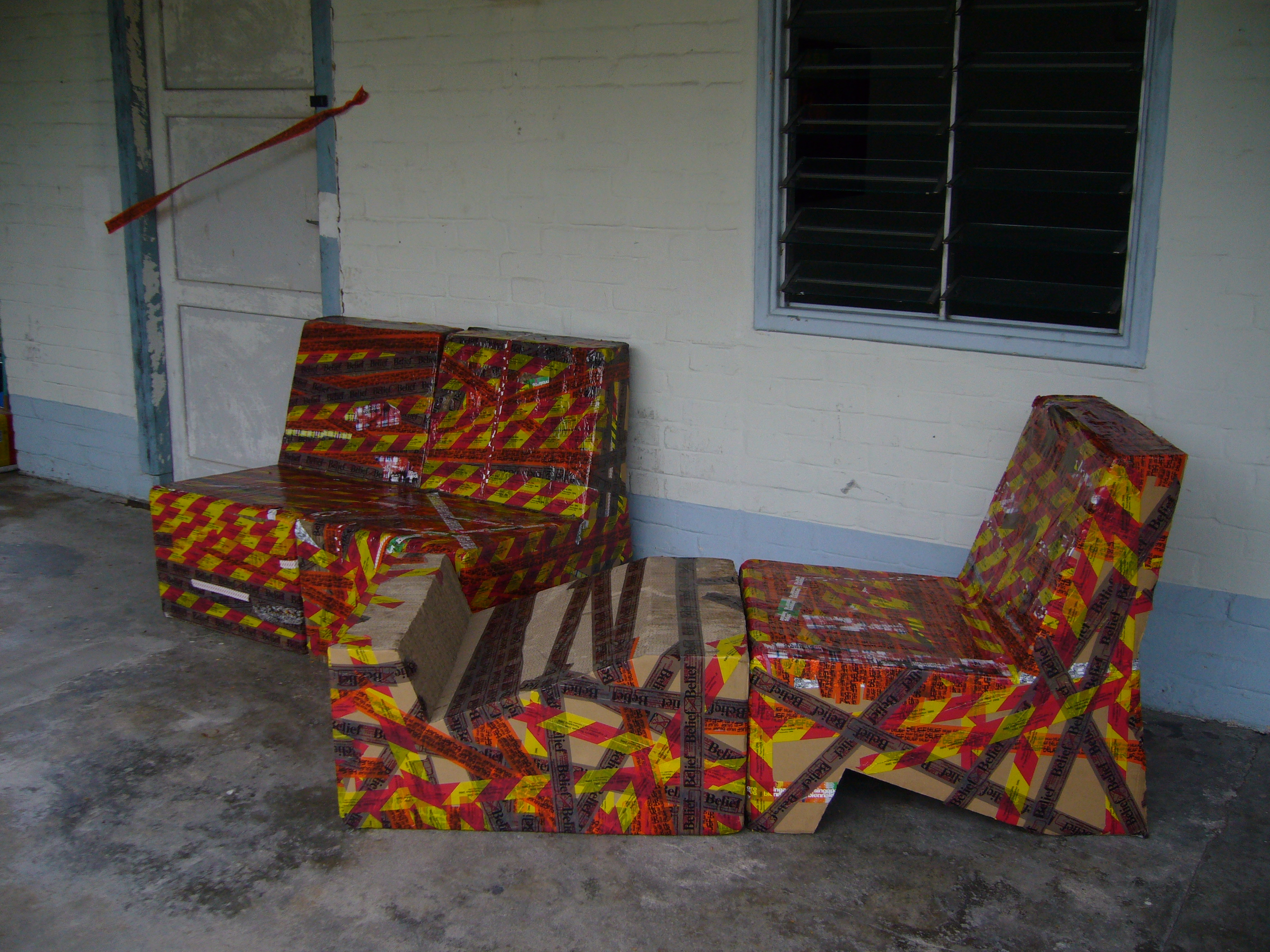
展览座椅

新加坡双年展 (英語：Singapore Biennale)是一个在新加坡举行的国际当代艺术展览，每两年举办一次。

## 历史
自2006年开始举办，是新加坡首个国际当代艺术展，也是新加坡2006的文化项目一部分。第一届和第二届由国家艺术理事会主办，第三届由新加坡美术馆主办，从第四届开始由国家艺术理事会任命新加坡美术馆主办，双年展旨在深入发掘和理解东南亚当代艺术。